# We Are the People (Empire of the Sun)
We Are the People è un singolo del gruppo musicale australiano Empire of the Sun, pubblicato il 20 settembre 2008 come secondo estratto dal primo album in studio Walking on a Dream.

## Descrizione
Il brano di genere elettroacustico è stato pubblicato su singolo in Australia il 20 settembre 2008 ed ha debuttato alla posizione 85 della classifica ARIA Charts, prima di raggiungere la posizione 24 il 12 gennaio 2009. Nel resto del mondo il brano è stato pubblicato nel 2009, sull'onda del successo del precedente singolo Walking on a Dream. La canzone è stata utilizzata come sottofondo della campagna pubblicitaria televisiva della Special Broadcasting Service.
Nel 2011, durante il festival Tomorrowland di Boom, è stato eseguito un mash-up tra We Are the People e il brano Mirage del DJ svedese Pryda, dal titolo Mirage the People (o We Are the Mirage).

## Video musicale
Il video, diretto da Josh Logue, è stato girato in Messico nel periodo della commemorazione dei defunti, che rappresenta l'idea centrale della storia in esso raccontata. Le location incluse nel video includono i giardini di Sir Edward James a Las Pozas, Monterrey e García.

## Tracce
CD
1. We Are the People – 4:34
2. We Are the People (Sam La More Remix) – 7:33
3. Walking on a Dream (Neon Neon Mix) – 3:51
4. Walking on a Dream (Danger Racing Remix) – 4:37

7"
- Lato A

1. We Are the People – 4:34

- Lato B

1. Romance to Me – 3:25

Download digitale
1. We Are the People – 4:32
2. We Are the People (Shazam Remix) – 5:44
3. Walking on a Dream (Danger Racing Remix) – 4:37
4. Walking on a Dream (Neon Neon Mix) – 3:49

Download digitale – Remixes
1. We Are the People (Shapeshifters Club Remix) – 8:17
2. We Are the People (Shapeshifters Radio Edit) – 4:02
3. We Are the People (The Golden Filter Remix) – 7:12
4. We Are the People (Style of Eye Remix) – 8:08
5. We Are the People (Canyons Ancient Gods Mix) – 8:23
6. We Are the People (Burns Remix) – 6:51

## Classifiche
| Classifica (2009-25) | Posizione massima |
| -------------------- | ----------------- |
| Australia            | 24                |
| Belgio (Fiandre)     | 26                |
| Belgio (Vallonia)    | 59                |
| Danimarca            | 33                |
| Finlandia            | 20                |
| Grecia               | 36                |
| Irlanda              | 24                |
| Italia               | 19                |
| Lettonia             | 3                 |
| Lituania             | 9                 |
| Lussemburgo          | 1                 |
| Polonia              | 97                |
| Regno Unito          | 14                |
| Stati Uniti          | 119               |
| Svezia               | 40                |
| Svizzera             | 43                |

## Date di pubblicazione
| Paese       | Data              | Etichetta | Formati                        | Catalogo        |
| ----------- | ----------------- | --------- | ------------------------------ | --------------- |
| Australia   | 20 settembre 2008 | EMI       | Download digitale              | AU-EI1-08-00041 |
| Australia   | 20 febbraio 2009  | EMI       | Download digitale              | AU-EI1-08-00041 |
| Australia   | 21 febbraio 2009  | EMI       | CD                             | 2435772         |
| Europa      | 23 febbraio 2009  | EMI       | CD                             | B-F07270        |
| Australia   | 2 maggio 2009     | EMI       | Download digitale (Remixes EP) | –               |
| Regno Unito | 1º giugno 2009    | Virgin    | 7"                             | DINS284         |